# عاشیق قربانی
عاشیق قربانی از معروفترین عاشیقهای اعصار گذشته است.
عاشیق قربانی یا دیریلی قربانی، (Aşıq Qurbani) متولد روستای دیریلی دهستان ارزیل بخش خاروانا است. هنوز هم در دیریلی بزرگ و کوچک داستان‌های او را سینه به سینه از گذشته تا کنون دریاد دارند
هم دورهٔ شاه اسماعیل و در مرحله آغازین نهضت ادبی شاه اسماعیل ختایی قرار دارد. او در تبریز نشو و نما کرده و در همان شهر به نهضت قزلباشیه پیوسته است و هنر نوازندگی و خوانندگی خود را وقف نشر معارف قزلباشیه و حروفیه کرده است. او ظاهراً با دربار شاه اسماعیل مربوط بود. شکایت نامه او به شاه در دادخواهی از مظالم وزیر می‌تواند سندی در این زمینه باشد:
| دیری داغلاریندان، اوزاق یوللاردان، |  | از کوهستان‌های بزرگ راه افتاده و این همه ره درنوردید. |
| البته که بیر مرادا گلمیشم…         |  | البته به قصد مرادی آمده‌ام …                          |
| «قوربانی» یم، قارا وزیر الیندن،    |  | قربانی ام که از دست قارا وزیر                        |
| «شیخ اوغلو» نا شکایته گلمیشم.      |  | به داد خواهی پیش مرشدم آماده ام.                     |

بعدها کار عاشیق قربانی با سلطان صوفی به عداوت انجامید.
آدیم قوربانی دیر کندیم دیری دیر
قاراداغدان قارا باغا گئدیرم

## سروده‌های عاشیق قربانی
سروده‌های عاشیق قربانی تازگی خود را تا زمان ما حفظ کرده‌اند؛ چنان‌که عاشیق‌های نوگرای نسل جدید، مانند خانم صداقت الدوز (Sədaqət Ulduz) از آن‌ها در ایفاهای خود استفاده می‌کنند. در میان این سروده‌ها، اشعاری وجود دارد با مضامین اجتماعی و اخلاقی. همچنان که سروده‌هایی وجود دارد که قطعه‌های زیبا و دلنشین ربابی‌اند. عاشیق قربانی می‌توانسته است ظریفترین و طبیعیترین احساسهای انسانی را بامهارتی استادانه به ساز و سخن وصف کند. شعر مشهورش که ردیف «بنفشه» دارد، از این نظر حائز اهمیت است:
| تانری سنی خوش جمالا یئتیرمیش    |  | خداوند ترا زیبا آفرید                      |
| سنی گؤرن عاشیق، عاغلین ایتیرمیش |  | دلباختگان خرد از دست فروهشتند،             |
| ملکلرمی درمیش، گؤیدن گتیرمیش    |  | گویی ملائک تو را از آسمان چیده و آورده‌اند. |
| حاییف که دریبلر آز بنفشه نی.    |  | حیف که عرضه کم بود و بنفشه‌ها را چیدند!     |

در سروده‌ای دیگر، و خطاب به معشوقه اش پری، می‌گوید:
| Başina mən dönüm ala göz Pəri   |  | ای عزیزترینم، پری خمار چشمم،                  |
| Adətdir dərələr yaz bənəvşəni   |  | رسم آن است که بهار را با چیدن بنفشه آغاز کنند |
| Ağ nazik əlinən dər dəstə bağla |  | با آن دستان لطیف سفیدت                        |
| Tər buxaq altinə düz bənəvşəni  |  | دسته‌ای بچین و بر گردن بلورینت بیاویز…         |

مجموعه شعرهای عاشیق قربانی در سال ۱۳۸۹ چاپ شده است.

## داستان عاشیق قربانی وپری
آوازه ماجراهای عاشیق قربانی با افسانه‌ها درآمیخته و منشأ داستان‌عاشیقی گردیده به نام «عاشیق قربانی وپری» که زبانزد عاشیقان است.
عاشق قوربانی از عاشق‌های به حق و الهی بوده است که در ایام کودکی در مکانی به نام الم قبیری (ارنلر)
نصف شب در عالم خواب به او باده داده بودن این مکان زیبا در روستای دیری (ایری علیا) می‌باشد و از نوادگان او هم در همان روستا زندگی می‌کنند البته بحث‌هایی در مورد این دو روستا ایری علیا و ایری سفلا هست که باید بگویم عاضق قوربانی در روستای ایری علیا چشم به جهان گشوده و بعد از باده دادن و چند سال بعد به سوی پری روانه می‌شود اما جنگ و اسارت و … او را چندین سال در شهرستان خداآفرین و روستای ایری سفلا ماندگار می‌کند و…